# 법무사
법무사(法務士, Certified Judicial Scriveners)란 대한민국에서 타인의 위임을 통해 법원·검찰청 제출서류의 작성, 등기·공탁사건 신청의 대리, 경매·공매사건 매수·입찰신청의 대리, 개인파산·회생사건 신청의 대리를 수행할 '법무사법'상의 자격이 있는 전문가를 말한다.

## 역사
조선총독부의 조선사법서사령시행규칙에 의해 사법서사 제도가 시행되었다. 후에 사법서사법으로 법률 명칭이 바뀌었다. 그리고 1990년 1월 13일 제정된 법무사법에 의해 법무사로 개칭되었다. 2025년 7월 8일 기준 대한민국 법무사 수는 7,910 명이다.

## 일본
일본에서는 법무사와 유사한 법률 전문가를 사법서사(司法書士)라고 부른다. 일본의 경우 사법서사에게 소송대리권까지 인정하고 있다.

## 업무 범위
법무사법 제2조 제1항에 따른 사무의 범위는 다음과 같다.
1. 법원과 검찰청에 제출하는 서류의 작성
2. 법원과 검찰청의 업무에 관련된 서류의 작성
3. 등기나 그 밖에 등록신청에 필요한 서류의 작성
4. 등기ㆍ공탁사건(供託事件) 신청의 대리(代理)
5. 「민사집행법」에 따른 경매사건과 「국세징수법」이나 그 밖의 법령에 따른 공매사건(公賣事件)에서의 재산취득에 관한 상담, 매수신청 또는 입찰신청의 대리
6. 「채무자 회생 및 파산에 관한 법률」에 따른 개인의 파산사건 및 개인회생사건 신청의 대리. 다만, 각종 기일에서의 진술의 대리는 제외한다.
7. 제1호부터 제3호까지의 규정에 따라 작성된 서류의 제출 대행(代行)
8. 제1호부터 제7호까지의 사무를 처리하기 위하여 필요한 상담ㆍ자문 등 부수되는 사무

### 구체적인 업무
- 법원과 검찰청에 제출하는 서류의 작성 >비송사건 신청서,보존처분 신청서,강제집행 신청서,소장,가족관계 변동에 관한 업무 등의 법원과 검찰청에 대하여 진정ㆍ탄원ㆍ신고 등을 행하는 각종 모든업무
- 법원과 검찰청의 업무에 관련된 서류의 작성 >답변서,준비서면,고소장, 형사피의사건에서의 진술서 및 합의서 등 법원과 검찰청에 제출되지 않거나 진정ㆍ탄원ㆍ신고 등과는 거리가 멀지만 법원과 검찰청의 직무와 관련되는 각종 모든업무
- 등기 기타 등록 신청에 필요한 서류의 작성>등기원인증서 작성,등기원인에 대한 3자의 동의ㆍ승낙에 과한 서류의 작성 등의 등기신청에 부수적으로 필요한 서류의 작성
- 등기ㆍ공탁 사건의 신청 대리>부동산등기,상업ㆍ법인등기,후견등기,동산ㆍ채권 담보등기, 각종 공탁 사건 등의 신청 대리
- 「채무자 회생 및 파산에 관한 법률」에 따른 개인의 파산사건 및 개인회생사건 신청의 대리 (다만, 각종 기일에서의 진술의 대리는 제외한다)>개인회생 및 개인파산사건의 신청 대리
- 제1호부터 제7호까지의 사무를 처리하기 위하여 필요한 상담ㆍ자문 등 부수되는 사무>법률상담

### 소송 업무
법무사법 제2조 제2항에 따라, 현행 변호사법 제3조에 따른 "소송에 관한 행위 및 행정처분의 청구에 관한 대리행위" 등 변호사만이 할 수 있는 업무에 대해서는 법무사가 관여할 수 없다. 즉, 법무사는 변호사와 달리 소송대리인이 될 수 없다.
법무사들은 소액사건소송대리권 부여 받기 위하여 입법청원을 여러차례 하였으나, 변호사에 의한 국민의 권리보장, 법무사들의 소송대리권 부여에 의한 국민의 기본권 보장 문제, 변호사가 부족해서 필요했던 법무사의 역할이 점차 감소하는 점 등에 의하여 무산되었다.

### 법률 상담
30분에 5만원, 1개월에 30만원의 유료 법률 상담도 할 수 있다. 법무사 수수료는 법무사 협회 수수료 회칙에 의한다.

## 자격 조건
과거에는 법원, 헌법재판소 및 검찰 공무원 퇴직자에게만 아무런 시험 없이 경력에 따라 자격을 부여했었으나 이러한 제한이 헌법재판소의 위헌 결정을 받으면서 1992년부터 법무사 시험을 시행하여 일반인 중 60명을 선발하였다.
현재는 법무사법 제4조, 제5조에 따라 법무사시험에 합격한 자를 법무사로 하고, 다만 제5조의2 제1항에 따라 법원, 헌법재판소, 검찰청의 법원사무ㆍ등기사무ㆍ검찰사무 또는 마약수사직렬 공무원으로 10년 이상 근무한 경력이 있는 자에게는 제1차 시험을 면제하며, 제2항에 따라 5급(사무관) 이상의 직에 5년 이상 근무한 경력이 있거나 7급(주사) 이상의 직에 7년 이상 근무한 경력이 있는 경우 제1차 시험은 물론 제2차 시험의 일부를 면제해준다.

## 시험 과목
대법원에서 시행하고 있는 법무사시험은 1차 객관식시험으로 헌법, 상법, 민법, 가족관계등록법, 민사집행법, 상업등기법 및 비송사건절차법, 부동산등기법, 공탁법등 총 8과목을 보고,
2차 주관식시험을 민법, 민사소송법, 민사서류작성, 부동산등기법, 부동산등기서류작성, 형법, 형사소송법 총 7과목을 본다.
출원 인원수는 1년에 성적순으로 120명 만을 선발하고 있어서 적은 인원을 뽑고 있다.

### 논란
법원 및 검찰 공무원 퇴직자는 1차 시험을 면제받고, 2차 시험에서도 일부 시험 과목을 면제 받고 있다. 이 때문에 일반 시험 응시생들과의 형평성 논란이 제기되고 있다. 형평성 논란은 있지만 실제 시험장에서 경력직 면제 받고 2차 주관식 시험보는 공무원퇴직자 들은 정원 120명에 포함하는 것이 아니라, 별도로 수를 산정하기 때문에 일반응시자 정원을 침해하는 것은 아니므로 큰 문제는 없다.
오히려 논란이 되는 것은 심하다 싶을 정도의 난이도 부분이다. 법무사 시험은 2차 주관식 시험이 순수하게 성적순으로 뽑는데, 2차 시험과목에서 40점 밑으로 맞는 과락이 발생하면 성적순에 들어도 불합격처리하는 제도가 있다. 문제는 2차 주관식 시험보는 응시생들의 절반 이상이 과락으로 떨어지고 있는데, 2013년 제19회 시험에서는 응시생의 67%가 과락으로 떨어지는 사상 초유의 사태도 발생하였다. 이와 같은 시험난이도와 장기간 수험생활의 기회비용, 소송대리권이 없다는 이유, 법무사의 존치 필요성 등으로 인하여 법무사 자격 취득에 회의적 생각을 갖는 수험생이 많아 현재 법무사 시험 응시자 수는 12년째 계속 줄고 있는 상황이다.

## 법무사의 상인성 여부
법령에 의하여 상당한 정도로 그 영리추구 활동이 제한됨과 아울러 직무의 공공성이 요구되는 법무사의 활동은 상인의 영업활동과는 본질적인 차이가 있고, 법무사의 직무 관련 활동과 그로 인하여 형성된 법률관계에 대하여 상인의 영업활동 및 그로 인하여 형성된 법률관계와 동일하게 상법을 적용하지 않으면 안 될 특별한 사회, 경제적 필요 내지 요청이 있다고 볼 수 없다.

## 판례
법무사가 소장에 사건의뢰인의 주소를 잘못 기재하는 바람에 상소 기회를 잃은 경우 법무사와 의뢰인 양측 모두에 패소책임을 인정한 판례가 있다

## 같이 보기
- 법률사무 보조원
- 일본의 재판소